# Cerkiew św. Michała Archanioła we Fričce
Cerkiew św. Michała Archanioła – zabytkowa, drewniana cerkiew greckokatolicka we wsi Frička w powiecie bardejowskim na Słowacji.
Drewniana, pochodzi z XVIII w. Restaurowana w latach 1929-1930 oraz 1933  (przebudowa dachów), odnawiana w 1957 i 1971 r. Trójdzielna.  Nawa i prezbiterium konstrukcji zrębowej, pierwotnie nakryte namiotowymi kopułami, obecnie wspólnym dachem dwuspadowym, we wnętrzu przekryte stropami z rodzajem faset, utworzonych ze zrębowych uskoków dawnych kopuł. Na kalenicy niewielka wieżyczka, wyznaczająca koniec nawy, na końcu kalenicy nad prezbiterium kuty krzyż. Wieża konstrukcji słupowo-ramowej o mocno pochylonych ścianach z ozdobną izbicą, słupy nośne ujmują babiniec nakryty belkowanym stropem, nakryta baniastym hełmem z pozorną latarnią. Ściany pobite gontem.

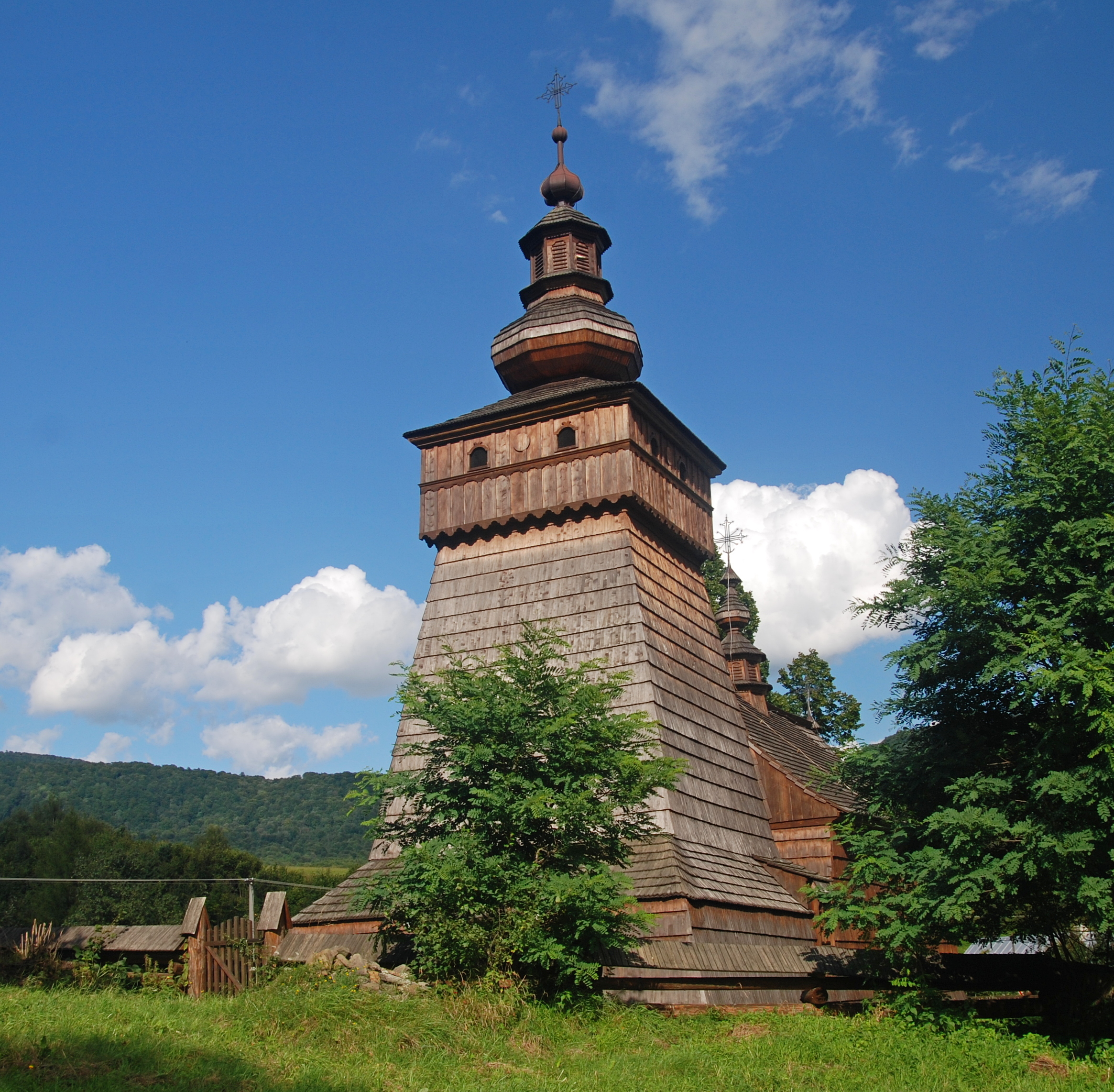
Elewacja frontowa
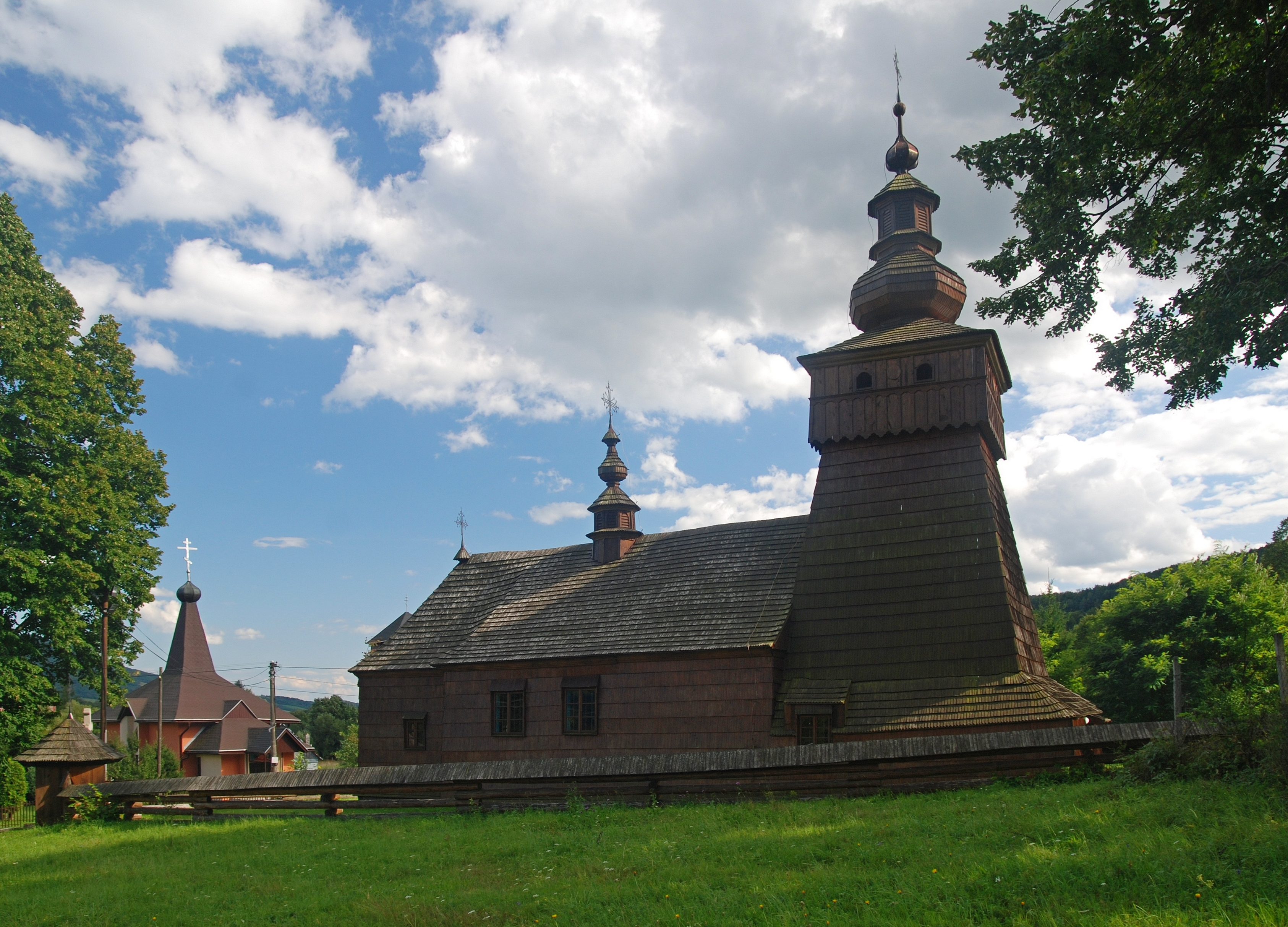
Widok od strony północnej
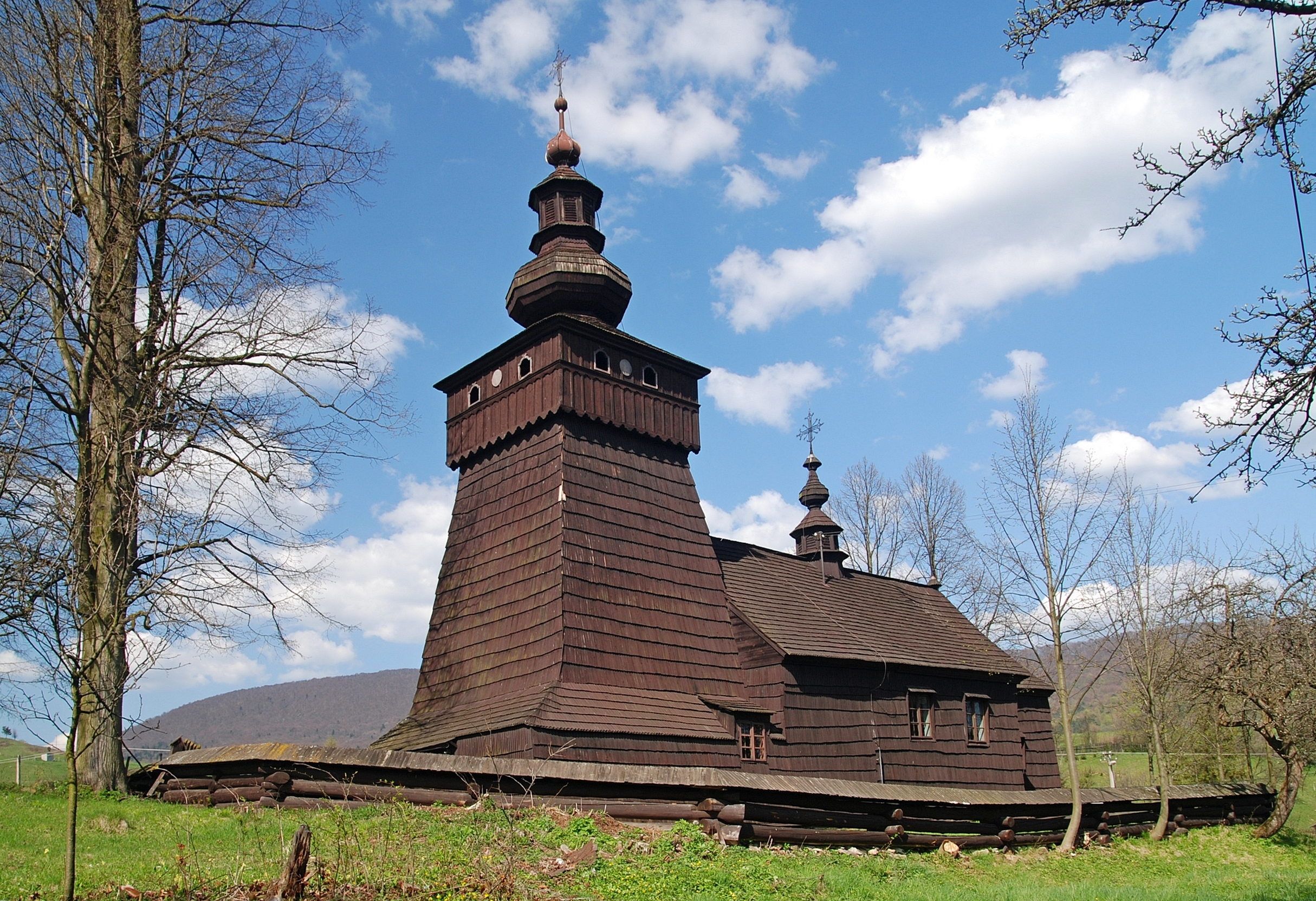
Elewacja południowa

Wyposażenie wnętrza niejednolite. Część ikonostasu pochodzi z roku 1830, ikona Pokrowa z końca XVIII w., niektóre obrazy są jednak dużo młodsze i pochodzą z końca XIX w. Ołtarz datowany na rok 1716. Polichromia wnętrza, autorstwa J. Wagnera z Preszowa, pochodzi z 1933 r.
Otoczona drewnianym ogrodzeniem, zaliczana do starszego wariantu północno-zachodniego typu cerkwi łemkowskich.